# Erik Månsson (Natt och Dag)
Erik Månsson (Natt och Dag), född på 1500-talet, död mellan 1563–1564, var en svensk riddare och riksråd.

## Biografi
Erik Månsson (Natt och Dag) var son till Måns Johansson (Natt och Dag) och Barbro Eriksdotter (Bielke). Han var väpnare 1550 och blev 1557 riksråd. Erik Månsson förseglade kung GustavVassas testamente 30 juni 1560 och ständernas bevillning 15 april 1561. Han dubbades 1561 till riddare. Erik Månsson avled 1563 eller i början av 1564.

### Egendom
Erik Månsson ägde Bro i Vårdnäs socken.

### Familj
Erik Månsson gifte sig 1 november 1562 i Söderköping med Margareta Birgersdotter (Grip), dotter till riddarens, riksrådet, amiralen och krigsöversten Birger Nilsson (Grip) och Brita Joakimsdotter Brahe. De fick tillsammans sonen Erik Ersson (Natt och Dag) (1563–1566). Efter Erik Månsson död gifte Margareta Grip om sig med amiralen, riddaren och riksrådety Sten Axelsson Banér.